# Everywhere (album de Maaya Sakamoto)
Albums de Māya Sakamoto
Kazeyomi
(2009) You Can't Catch Me
(2011)
Everywhere est la 3e compilation de Māya Sakamoto, sorti sous le label Victor Entertainment le 31 mars 2010 au Japon.

## Présentation
Cet album a atteint la 3e place du classement de l'Oricon. Il se vend à 47 381 exemplaires la première semaine et reste classé pendant onze semaines, pour un total de 67 108 exemplaires vendus. Il sort au format 2CD et 2CD+DVD; le DVD contient 2 clips. Cet album est sorti pour fêter les 15 ans de carrière de la chanteuse, il sort le jour de son 30e anniversaire et de son live au Nippon Budokan.

## Liste des titres
Dans le CD1, toute la musique et les arrangements ont été composés par Yōko Kanno, sauf Birds dont les arrangements ont été faits par hog ; Loop dont la musique et les arrangements ont été faits par h-wonder ; et Kazamidori dont la musique a été composée par Haruna Yokota et arrangée par Zentaro Watanabe.
| 1.  | I.D.                                          | Māya Sakamoto    | 4:41 |
| 2.  | Mameshiba (マメシバ)                          | Māya Sakamoto    | 6:09 |
| 3.  | Birds                                         | Māya Sakamoto    | 5:33 |
| 4.  | Uchu Hikoushi no Uta (うちゅうひこうしのうた) | Hiroshi Ichikura | 3:48 |
| 5.  | Yubiwa -23 Carat- (指輪 -23カラット-)         | Yuho Iwasato     | 3:42 |
| 6.  | Kiseki no Umi (奇跡の海-)                     | Yuho Iwasato     | 4:20 |
| 7.  | Hemisphere (ヘミソフィア)                     | Yuho Iwasato     | 4:09 |
| 8.  | Koucha (紅茶)                                 | Māya Sakamoto    | 5:33 |
| 9.  | Kaze ga Fuku Hi (風が吹く日)                  | Yuho Iwasato     | 5:54 |
| 10. | Gift                                          | Yuho Iwasato     | 5:49 |
| 11. | Pilot (パイロット)                            | Māya Sakamoto    | 3:58 |
| 12. | Tune the Rainbow                              | Yuho Iwasato     | 5:32 |
| 13. | Kazamidori (カザミドリ)                       | Māya Sakamoto    | 4:53 |
| 14. | Yakusoku wa Iranai (約束はいらない)           | Yuho Iwasato     | 3:35 |
| 15. | Loop~ sunset side (ループ～sunset side)       | h's              | 4:48 |

| 1.  | Magic Number <123! mix> (マジックナンバー <123!mix>)  | Māya Sakamoto               | Kitagawa Katsutoshi Strings (ROUND TABLE) | Kitagawa Katsutoshi Strings, Shin Kono | 5:00 |
| 2.  | Remedy                                                | Māya Sakamoto               | solaya                                    | solaya                                 | 4:33 |
| 3.  | Hikari Are (光あれ)                                   | Māya Sakamoto               | Yōko Kanno                                | Yōko Kanno                             | 4:25 |
| 4.  | Bokutachi ga Koi wo Suru Riyuu (僕たちが恋をする理由) | Māya Sakamoto               | Michiko Takada                            | Toshiyuki Mori                         | 5:33 |
| 5.  | Daniel (ダニエル)                                     | troy                        | Yōko Kanno                                | Yōko Kanno                             | 3:48 |
| 6.  | Yucca (ユッカ)                                        | Yuho Iwasato                | Yōko Kanno                                | Yōko Kanno                             | 4:56 |
| 7.  | Blind Summer Fish                                     | Māya Sakamoto               | Yōko Kanno                                | hog                                    | 3:55 |
| 8.  | Gravity                                               | troy                        | Yōko Kanno                                | Yōko Kanno                             | 3:18 |
| 9.  | No Fear / Ai Suru Koto (NO FEAR / あいすること)       | Syoko Suzuki                | Syoko Suzuki                              | Syoko Suzuki                           | 4:12 |
| 10. | 30Minutes Night Flight                                | Māya Sakamoto               | Toshiaki Yamada                           | Toshiyuki Mori                         | 6:00 |
| 11. | Platinum (プラチナ)                                   | Yuho Iwasato                | Yōko Kanno                                | Yōko Kanno                             | 4:11 |
| 12. | Feel Myself                                           | Yuho Iwasato, Māya Sakamoto | Yōko Kanno                                | Yōko Kanno                             | 6:56 |
| 13. | Universe (ユニバース)                                 | Māya Sakamoto               | Shoko Suzuki                              | Toshiyuki Mori                         | 4:30 |
| 14. | Pocket wo Kara ni Shite (ポケットを空にして)          | Yuho Iwasato                | Yōko Kanno                                | Yōko Kanno                             | 4:04 |
| 15. | Everywhere                                            | Māya Sakamoto               | Māya Sakamoto                             | Shin Kono                              | 5:36 |

| 1. | Magic Number (マジックナンバー) |  |
| 2. | Everywhere                      |  |